# Mikhaïl Pougovkine
Mikhaïl Ivanovitch Pougovkine (russe : Михаил Иванович Пуговкин) est un acteur de théâtre et de cinéma soviétique et russe, né le 13 juillet 1923 dans l'oblast de Kostroma (Union soviétique) et mort le 25 juillet 2008 à Moscou (Russie). Il était artiste du peuple de l'URSS.

## Biographie
Pougovkine naît dans le village de Ramechki de la municipalité de Tchoukhloma dans l'oblast de Kostroma. Il n'est allé à l'école que pendant trois ans, car la famille était très pauvre. Ils déménagent à Moscou en 1936. Mikhaïl devient apprenti à l'usine et joue au théâtre amateur. Après une représentation, il est abordé par Fiodor Kaverine, le metteur en scène du théâtre d'art dramatique sur Sretenka ( Московский драматический театр на Сретенке) qui, impressionné par sa prestation, l'invite dans sa troupe. En 1940, il débute au cinéma, avec un petit rôle dans l'adaptation du roman de Maxime Gorki, La Maison Artamonov, de Grigori Rochal. Le tournage a lieu la veille du déclenchement de l'opération Barbarossa. Deux jours plus tard, Pougovkine s'engage dans l'armée comme volontaire, en faisant une fausse déclaration concernant son âge pour être admis. Il combat au sein de la 1147e unité des tirailleurs d'infanterie. Après une grave blessure à la jambe, il est démobilisé et décoré de l'Ordre de la Guerre patriotique.
À partir de 1943, Pougovkine joue sous la direction de l'artiste du peuple Nikolaï Gortchakov au théâtre dramatique de Moscou, devenu par la suite Théâtre Maïakovski. Le 24 septembre 1943, il passe le concours d'entrée de l'École-studio du Théâtre d'Art académique de Moscou et se fait admettre dans la classe de l'artiste du Peuple Ivan Moskvine.
Après l'obtention de son diplôme, il travaille pendant une saison au théâtre dramatique de la Flotte du Nord à Mourmansk, puis, en 1948-1949 au Théâtre dramatique russe de Lituanie. De retour à Moscou, il passe des auditions dans trois théâtres différents et finalement intègre la troupe du Théâtre du Lenkom où il reste pendant huit ans. Ensuite, Pougovkine joue pendant la saison 1958—1959 au théâtre national dramatique de Vologda avant de se consacrer à la carrière cinématographique.
En 1960-1978, il est acteur du Mosfilm, puis, en 1978-1990, du Gorki Film Studio. La reconnaissance lui vient avec les rôles dans les films Soldat Ivan Brovkine, L'Affaire des "tachetés", La Jeune Fille à la guitare. Lui-même préférait ses rôles chez Leonid Gaïdaï, chez Alexandre Rou et celui dans la comédie musicale Le Mariage à Malinovka d'Andreï Toutychkine.
Au mois de juillet 1991, Pougovkine s'installe à Yalta en Crimée où il dirige son propre centre cinématographique. En 1992-1993, il rentre à la capitale et travaille au Théâtre national d'acteur de cinéma. En 1999, son centre cinématographique est transféré à Sokolniki.
Pendant sa carrière, l'artiste a incarné une centaine de personnages, principalement dans des comédies.
Pougovkine décède à son domicile à Moscou des complications du diabète le 25 juillet 2008. Il repose au cimetière Vagankovo, sa tombe se trouve non loin de celle de son ami Alexandre Abdoulov, selon ses dernières volontés.

## Filmographie
- 1940 : La Maison Artamonov (Дело Артамоновых) de Grigori Rochal
- 1940 : Sverdlov (Яков Свердлов) de Sergueï Ioutkevitch
- 1943 : Koutouzov (Кутузов) de Vladimir Petrov : Fedia
- 1949 : Les Cosaques de Kouban (Кубанские казаки) d'Ivan Pyriev : kolkhoznik
- 1952 : Maximka (Максимка) de Vladimir Braun : Artioukhine
- 1953 : Les navires attaquent les bastions (Корабли штурмуют бастионы, Korabli chturmuiout bastiony) de Mikhaïl Romm : Piroshkov
- 1955 : Soldat Ivan Brovkine (ru) (Солдат Иван Бровкин) d'Ivan Loukinski (ru) : Zakhar Silytch
- 1956 : Le Géant de la steppe (Илья Муромец) d'Alexandre Ptouchko : Razoumeï
- 1965 : Opération Y et autres aventures de Chourik (Операция «Ы» и другие приключения Шурика) de Leonid Gaïdaï : Pavel Stepanovitch
- 1967 : Les Noces à Malinovka (Свадьба в Малиновке) d'Andreï Toutychkine : Yachka
- 1968 : Par feu et par flammes (Огонь, вода и… медные трубы) de Alexandre Rou : tsar
- 1969 : La Belle Barbara à la natte longue
- 1971 : Les Douze Chaises (12 стульев) de Leonid Gaïdaï : père Fiodor
- 1973 : Ivan Vassilievitch change de profession (Иван Васильевич меняет профессию) de Leonid Gaïdaï : Karp Yakine
- 1975 : C'est impossible (Не может быть!) de Leonid Gaïdaï : Gorbouchkine
- 1976 : Deux capitaines (Два капитана) de Evgueni Karelov : beau-père
- 1979 : Les Aventures du Prince Florizel (Приключения принца Флоризеля) d'Ievgueni Tatarski : Rabern, le jardinier
- 1982 : Le Loto de 1982 (Sportloto-82) de Leonid Gaïdaï
- 1987 : Les Rendez-vous du minotaure (Визит к Минотавру) de Eldor Ourazbaïev : Melnik